# Jaworek (Ząbkowice Śląskie)

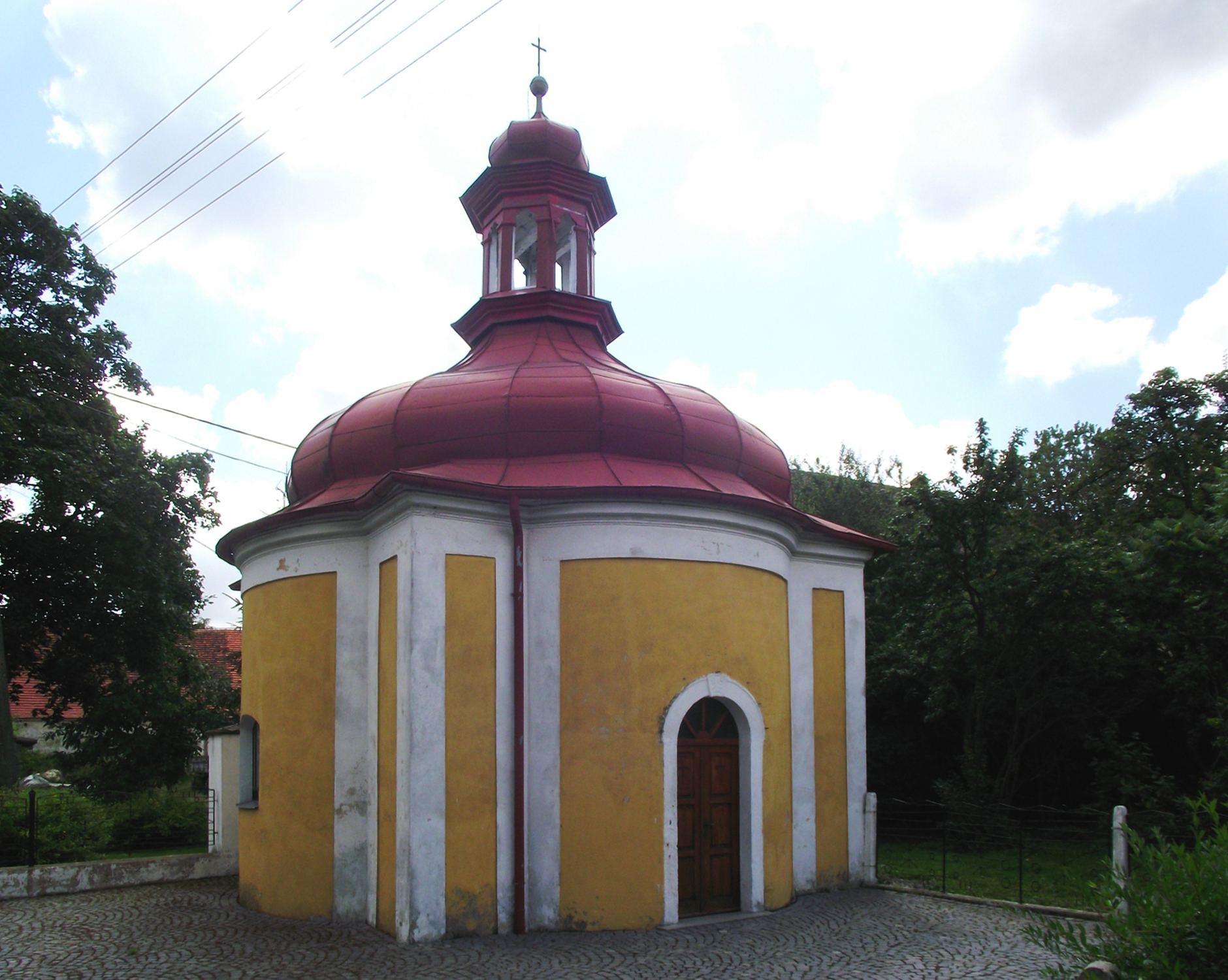
Kapelle Heiliger Johannes der Täufer

Jaworek (deutsch: Heinersdorf) ist ein Dorf der Stadt- und Landgemeinde Ząbkowice Śląskie im Powiat Ząbkowicki der Woiwodschaft Niederschlesien in Polen.

## Sehenswürdigkeiten
- Kapelle des hl. Johannes der Täufer (polnisch kaplica pw. św. Jana Chrzciciela) wurde 17212 als ein Zentralbau mit Kuppel und Laterne errichtet. Der Hauptaltar stammt aus dem 19. Jahrhundert.[1]
- Vorwerk aus dem 18. Jahrhundert.